# Dagenham & Redbridge Football Club 2014-2015
Questa voce raccoglie le informazioni riguardanti il Dagenham & Redbridge Football Club nelle competizioni ufficiali della stagione 2014-2015.

## Rosa
| N. |                        | Ruolo | Calciatore       |
| -- | ---------------------- | ----- | ---------------- |
| 1  | Inghilterra (bandiera) | P     | Liam O'Brien     |
| 2  | Inghilterra (bandiera) | D     | Damian Batt      |
| 3  | Inghilterra (bandiera) | D     | Jack Connors     |
| 4  | Inghilterra (bandiera) | D     | Scott Doe        |
| 5  | Inghilterra (bandiera) | D     | Brian Saah       |
| 6  | Inghilterra (bandiera) | C     | Billy Bingham    |
| 7  | Inghilterra (bandiera) | A     | Jamie Cureton    |
| 8  | Inghilterra (bandiera) | C     | Abu Ogogo        |
| 9  | Irlanda (bandiera)     | A     | Rhys Murphy      |
| 10 | Inghilterra (bandiera) | A     | Ashley Chambers  |
| 11 | Inghilterra (bandiera) | A     | Zavon Hines      |
| 12 | Galles (bandiera)      | A     | Christian Doidge |
| 14 | Inghilterra (bandiera) | C     | George Porter    |

| N. |                              | Ruolo | Calciatore       |
| -- | ---------------------------- | ----- | ---------------- |
| 15 | Inghilterra (bandiera)       | C     | Joss Labadie     |
| 16 | Inghilterra (bandiera)       | D     | Nathan Green     |
| 17 | Inghilterra (bandiera)       | C     | Luke Howell      |
| 19 | Inghilterra (bandiera)       | A     | Bradley Goldberg |
| 20 | Irlanda del Nord (bandiera)  | C     | Sean Shields     |
| 21 | Irlanda del Nord (bandiera)  | D     | Matt Partridge   |
| 22 | Inghilterra (bandiera)       | D     | Ian Gayle        |
| 23 | Inghilterra (bandiera)       | C     | Ashley Hemmings  |
| 27 | Inghilterra (bandiera)       | A     | Ade Yusuff       |
| 28 | Trinidad e Tobago (bandiera) | C     | Andre Boucard    |
| 29 | Inghilterra (bandiera)       | C     | Frankie Raymond  |
| 30 | Inghilterra (bandiera)       | P     | Mark Cousins     |